# Andrew Duncan (Schauspieler)
Andrew Duncan (* 1927 in Chicago, Illinois; † 31. Oktober 2022 in Johnstown, Pennsylvania) war ein US-amerikanischer Schauspieler. Einige Quellen benennen als Geburtsort New York.

## Leben und Karriere
Duncan wuchs in Chicago im US-Bundesstaat Illinois auf. Nach seiner Schulzeit begann er zunächst bis 1955 Psychologie an der University of Chicago zu studieren und als Gefängnispsychologe zu arbeiten, bevor er sich schließlich für die Schauspielerei entschied.
Zu Beginn seiner Bühnenkarriere Mitte der 1950er Jahre war er ein Mitglied der Compass Players und spielte im Chicagoer Playwrights Theatre Club an der Seite künftiger Bühnenstars wie Mike Nichols, Elaine May, Shelley Berman und Harvey Korman.
1957 war er am Studebaker Theatre in der Playwrights Theatre Club-Produktion von Aristophanes’ Bühnenstück Lysistrata zu sehen, an der Seite von Vicki Cummings, Mike Nichols, Elaine May, Severn Darden, Barbara Harris und Jeffrey Sweet, sowie in Samuel Becketts Waiting for Godot zusammen mit Louis Zorich, Harvey Korman, Moultrie Patten und Mike Nichols.
Duncan gehörte zu den Mitbegründern des The Second City in Chicago; so spielte er in einer der ersten Revues des Improvisationstheaters, Excelsior & Other Outcries, gemeinsam mit Barbara Harris und Severn Darden.
Zu einer der bekanntesten damaligen Produktionen von Second City gehörte Football Comes to the University of Chicago. Duncan brillierte darin in der Rolle eines Football-Trainers, der versucht, aus einer Gruppe von Akademikern Gridiron-Football-Stars zu machen. Es folgten weitere Second City-Produktionen wie Great Books, I Got Blues, Interview: Louisiana, Laos, die Minstrel Show, Mountain Climbing und The Hoboken Story, die 1961 auch am Broadway in New York City aufgeführt wurden.
Ab 1962 hatte er Auftritte am Off-Broadway in Stücken wie Alarums and Excursions und Seacoast of Bohemia im Square East Theater oder zuletzt 1983 in Something Different am South Street Theatre.
Zwischen 1959 und 1987 war er auch vor der Kamera zu sehen sowie als Drehbuchautor und Sprecher tätig. Einen ersten Auftritt im Fernsehen hatte er 1959 in der Dokumentation The Cry of Jazz. 1963 schrieb er zusammen mit Alan Arkin das Drehbuch zu dem für den Oscar nominierten Kurzfilm That’s Me (Nominierung in der Kategorie „Best Live Action Short Film“), in dem Duncan einen Sozialarbeiter spielte. Es folgten Auftritte in Filmen wie Love Story (1970), als Jim Carr – die Duncan dem Sportreporter Bill Wilsonin nachempfunden hatte – in Schlappschuß (1977), Eine entheiratete Frau (1978) und Mit einem Bein im Kittchen (1980). Einen letzten Auftritt hatte er 1987 in der Komödie Morgan räumt auf. Zudem war er in mehreren Fernsehserien und Seifenopern zu sehen; wiederkehrende Auftritte hatte er unter anderem in Preston & Preston, den ABC Comedy News, in The Corner Bar und Saturday Night Live.
Im deutschen Sprachraum wurde Duncan unter anderem von Friedrich Georg Beckhaus, Volker Brandt, Hans-Werner Bussinger, Reinhard Glemnitz, Hans W. Hamacher, Gerd Holtenau, Arnold Marquis, Michael Nowka, Horst Sachtleben, Peter Schiff und Rolf Schult synchronisiert. Er verstarb im Alter von ~95 Jahren; in einem Interview im Februar 2017 hatte er angegeben, 90 Jahre alt zu sein.

## Filmografie (Auswahl)
- 1959: The Cry of Jazz (Dokumentation)
- 1963: The Nurses (Fernsehserie)
- 1963: That’s Me (Kurzfilm)
- 1964: East Side/West Side (Fernsehserie)
- 1964: The Nut House!! (Fernsehfilm)
- 1964: The Andy Griffith Show (Fernsehserie)
- 1964: Ein Page hat’s nicht leicht (The Bill Dana Show; Fernsehserie)
- 1964–1965: Preston & Preston (Fernsehserie)
- 1965: For the People (Fernsehserie)
- 1966: ABC Stage 67 (Fernsehserie)
- 1966: The Late Show (Fernsehserie)
- 1967: Das Geheimnis der blauen Krone (Coronet Blue; Fernsehserie)
- 1967: Heiße Spuren (N.Y.P.D.; Fernsehserie)
- 1968: The Virgin President
- 1969: Liebe niemals einen Fremden
- 1970: Loving
- 1970: Love Story
- 1971: Hospital
- 1972: The Line – Tausend Meilen bis zur Hölle (Parades)
- 1972–1973: ABC Comedy News (Fernsehserie)
- 1972–1973: The Corner Bar (Fernsehserie)
- 1973: I Could Never Have Sex with Any Man Who Has So Little Regard for My Husband
- 1974: Je m’appelle comment? (Fernsehfilm; Sprechrolle)
- 1974: The Crazy World of Julius Vrooder
- 1975: Foreplay (Fore Play)
- 1975: Schande des Dschungels
- 1975: The Silence (Fernsehfilm)
- 1975–1977: Saturday Night Live (Fernsehserie)
- 1976: Your Place or Mine? (Fernsehfilm)
- 1976: Network
- 1977: Schlappschuß
- 1978: Eine entheiratete Frau
- 1979: Firepower
- 1979: Ich liebe dich – I Love You – Je t’aime
- 1979: Tödliche Umarmung
- 1979: Mirror, Mirror (Fernsehfilm)
- 1979: The Halloween That Almost Wasn’t (Fernsehfilm)
- 1980: Attica – Revolte hinter Gittern (Attica; Fernsehfilm)
- 1980: F.D.R.: The Last Year (Fernsehfilm)
- 1980: Mit einem Bein im Kittchen (Used Cars)
- 1980: The Day the Women Got Even (Fernsehfilm)
- 1985: Sechs Jazzer im Dreivierteltakt (The Gig)
- 1987: Morgan räumt auf (Morgan Stewart’s Coming Home)

## Theater (Auswahl)
- 1957: Lysistrata (Studebaker Theatre, Chicago)[1]
- 1957: Waiting for Godot (Studebaker Theatre, Chicago)[1]
- 1958–1960: Diverse Second City-Produktionen (Chicago)
- 1961: From the Second City (Royale Theatre, Broadway, New York City)[9][10]
- 1962: Alarums and Excursions (Square East, Off-Broadway, New York City)[11][12]
- 1962: Seacoast of Bohemia (Square East, Off-Broadway, New York City)[11][12]
- 1963: To the Water Tower (Square East, Off-Broadway, New York City)[12]
- 1963: When the Owl Screams (Square East, Off-Broadway, New York City)[12]
- 1969: Little Murders (Circle in the Square Downtown, Off-Broadway, New York City)[12]
- 1970: The White House Murder Case (Circle in the Square Downtown, Off-Broadway, New York City)[12]
- 1982: A Think Piece (Circle Repertory Theatre, Off-Broadway, New York City)[12]
- 1983: Something Different (South Street Theatre, Off-Broadway, New York City)[12]